# The Rolling Stones European Tour 1970
El European Tour 1970 es una serie de conciertos que The Rolling Stones realizó en Europa Continental que tuvo lugar durante fines del verano y principios del otoño de 1970.

## Historia
Esta es la primera gira de los Stones en Europa desde 1967, y pasó a ser parte de un patrón (no siempre seguido) en el que el grupo toca en Norteamérica, Europa Continental y el Reino Unido en un ciclo de 3 años de rotación.
Muchos shows fueron similares al 1969 American Tour, pero con un público más familiarizado con el último trabajo de la banda, Let It Bleed, que ya había sido publicado ya hace tiempo. Los Stones siguen mostrando el nuevo material, en el cual aparecen canciones como "Brown Sugar", "Dead Flowers" y "You Gotta Move" que aparecerían publicadas medio año después en el disco Sticky Fingers. A diferencia de muchas giras del grupo durante esta era, en este caso el grupo hacía un show por noche.
Como es la tradición, establecida en los primeros años de la banda, la gira no estuvo exenta de altercados. El espectáculo en el Råsunda stadion de Estocolmo el 4 de septiembre fue interrumpida por la policía, quienes temían que los aficionados, provocados por Jagger, hicieran escándalos. El cantante respondió debidamente a la policía y los apuntó con su micrófono, poco después sugirió a la audiencia que tomara asiento para la siguiente canción (la lenta Love in Vain). El 14 de septiembre un millar de tickets falsificados fueron rechazados en el Ernst-Merck-Halle de Hamburgo; doscientos policías se necesitaron para controlar a los fanes decepcionados. Dos días después, en el Deutschlandhalle de Berlín Occidental, hubo una desagradable batalla entre policías y jóvenes antes del show, con un resultado de 50 detenidos. Luego, el 1 de octubre en el Palazzo Dello Sport de Milán, dos mil jóvenes trataron de abrir las puertas para entrar al show. La policía tuvo que utilizar gases lacrimógenos para sofocar el motín, hubo heridos entre los policías y la multitud, y se efectuaron 63 detenciones.

## Músicos
- Mick Jagger - voz, armónica
- Keith Richards - guitarra, voces
- Mick Taylor - guitarra
- Bill Wyman - bajo
- Charlie Watts - batería

Músicos adicionales:
- Ian Stewart - piano
- Bobby Keys - saxofón
- Jim Price - trombón

## Set list
Las canciones que solían tocar en este tour eran las siguientes:
1. Jumpin' Jack Flash
2. Roll Over Beethoven
3. Sympathy for the Devil
4. Stray Cat Blues
5. Love in Vain
6. Prodigal Son
7. You Gotta Move
8. Dead Flowers
9. Midnight Rambler
10. Live With Me
11. Let it Rock
12. Little Queenie
13. Brown Sugar
14. Honky Tonk Women

## Fechas
- 30/08/1970  Baltiska Hallen - Malmö, Suecia
- 02/09/1970  Olympiastadium - Helsinki, Finlandia
- 04/09/1970  Råsunda Stadium - Estocolmo, Suecia
- 06/09/1970  Liseberg - Gotemburgo, Suecia
- 09/09/1970  Vejlby-Risskov-Hallen - Aarhus, Dinamarca
- 11/09/1970  Forum - Copenhague, Dinamarca
- 12/09/1970  Forum - Copenhague, Dinamarca
- 14/09/1970  Ernst-Merck-Halle - Hamburgo, Alemania
- 16/09/1970  Deutschlandhalle - Berlín, Alemania
- 18/09/1970  Sporthalle - Colonia, Alemania
- 20/09/1970  Killesberg - Stuttgart, Alemania
- 22/09/1970  Palais des Sports - París, Francia
- 23/09/1970  Palais des Sports - París, Francia
- 24/09/1970  Palais des Sports - París, Francia
- 27/09/1970  Wiener Stadthalle - Viena, Austria
- 29/09/1970  Palazzo Dello Sport - Roma, Italia
- 01/10/1970  Palalido Palazzo Dello Sport - Milán, Italia
- 03/10/1970  Palais Des Sports - Lyon, Francia
- 05/10/1970  Festhalle - Fráncfort del Meno, Alemania
- 06/10/1970  Festhalle - Fráncfort del Meno, Alemania
- 07/10/1970  Grugahalle - Essen, Alemania
- 09/10/1970  RAI Amstelhal - Ámsterdam, Países Bajos